# Sigrid Koestermann
Sigrid Koestermann (* 8. April 1944 in Bremen-Vegesack) ist eine bremische Politikerin (CDU) und Abgeordnete in der Bremischen Bürgerschaft.

## Biografie

### Ausbildung und Beruf
Sie besuchte ein Gymnasium und die Höhere Handelsschule und Frauenfachoberschule, letztere schloss sie als staatlich geprüfte Hausfrau ab. Hierauf folgte eine Ausbildung zur Werbekauffrau und die Tätigkeit als Werbekauffrau.

### Politik
Sie ist seit 1983 Mitglied der CDU. Zwischen 1987 und 1991 war Sigrid Koestermann Mitglied des Beirats beim Ortsamt Vegesack. Sie ist Mitglied im Landesvorstand der CDU und seit 1994 1. Vorsitzende des Stadtbezirksverbands Vegesack der CDU.
Sie wurde am 16. Oktober 1991 Mitglied der Bürgerschaft und schied 2007 zum Ende der Wahlperiode aus. Sie war zuletzt im 
Ausschuss für Informations- und Kommunikationstechnologie und Medienangelegenheiten, im Betriebsausschuss Justizdienstleistungen, im Betriebsausschuss Musikschule Bremen, im Betriebsausschuss Stadtbibliothek Bremen und Bremer Volkshochschule, im Rechtsausschuss sowie im Richterwahlausschuss vertreten. Sie gehörte ferner der Deputation für Kultur an.

### Weitere Ämter
Koestermann ist Mitglied des Aufsichtsrates des Bremer Theaters.